# Avio
Die Avio S.p.A. mit Sitz in Colleferro bei Rom ist ein italienisches Raumfahrt- und Rüstungsunternehmen. Das Unternehmen ist an der Borsa Italiana notiert, rund 30 Prozent der Anteile hält der Rüstungskonzern Leonardo.

## Geschichte
Die Unternehmensgeschichte geht zurück auf das 1912 in Segni Scalo bei Colleferro von dem Ingenieur Leopoldo Parodi Delfino mit Unterstützung des Senators Giovanni Bombrini gegründete Chemieunternehmen BPD. Es stellte zunächst hauptsächlich Sprengstoffe und Munition her, später auch Chemikalien für landwirtschaftliche und industrielle Zwecke. Der Unternehmensausbau trug maßgeblich zur Entwicklung von Colleferro und zu dessen Erhebung zu einer eigenständigen Gemeinde im Jahr 1935 bei.
Nachdem man auf einem Testgelände in Colleferro bereits 1927 mit Raketentriebwerken experimentiert hatte, spezialisierte sich das Unternehmen nach dem Zweiten Weltkrieg auf diesen Bereich. Ab 1966 erhielt BPD Entwicklungsaufträge von der European Launcher Development Organisation, später dann von der Nachfolgeorganisation ESA.
BPD wurde 1968 von dem Viskosefaser-Hersteller SNIA Viscosa übernommen und in SNIA-BPD umbenannt. 1994 kaufte der Triebwerkhersteller Fiat Avio das Unternehmen. Fiat Avio ging 2003 als Avio S.p.A in den Besitz von Finmeccanica (heute Leonardo) und der amerikanischen Investmentgruppe Carlyle Group über. 2006 ging der Carlyle-Anteil für 2,57 Milliarden Euro in den Besitz des Private-Equity-Funds Cinven. Der Triebwerks- und Turbinenbereich des Unternehmens wurde im August 2013 für 3,3 Milliarden Euro an General Electric verkauft und in Avio Aero umbenannt. Aus dem Raketentriebwerk-Bereich in Colleferro entstand das Unternehmen Avio, das in der Tradition von BPD steht. Während sich Avio Aero weiterhin auf Fiat Avio und dessen Vorgänger Fiat Aviazione bezieht, steht Avio in Abgrenzung dazu als Abkürzung für Advanced Vision Into Orbit.
Anfang 2017 verkaufte Cinven seinen 81-Prozent-Anteil. Seit dem 10. April 2017 werden die Avio-Aktien an der Börse gehandelt. Leonardo verdoppelte im Zug des Börsengangs seine Unternehmensanteile von 14 auf 28 Prozent, 2020 stieg der Anteil auf 29,63 Prozent.
Avios Aktivitäten konzentrieren sich heute auf die Raketen Ariane 6, Vega und Aster. Aus diesem Grund ist es auch im Raumfahrtzentrum Guayana vertreten.